# Ursula Creutz
Ursula Creutz (* 20. Juni 1909 in Berlin; † 25. Mai 2006 ebenda) war eine deutsche Germanistin und Klosterhistorikerin.

## Geschichte
Ursula Creutz studierte Germanistik, Geschichte und Geographie in Berlin seit 1929, dann in Innsbruck. 1933 promovierte sie dort zum Dr. phil. 1935 machte Ursula Creutz das Staatsexamen und wurde 1937 Studienassessorin und Bibliothekarin im Reichsverband für die katholischen Auslandsdeutschen.
1946 wurde sie wissenschaftliche Referentin in der Kirchlichen Hilfsstelle für seelsorgerliche Sonderaufgaben.
Seit 1950 war Ursula Creutz wissenschaftliche Mitarbeiterin an der Akademie der Wissenschaften der DDR in Berlin (Ost), seit 1963 Arbeitsleiterin. 
1969 wurde sie pensioniert und siedelte 1972 nach West-Berlin über. Ursula Creutz ist auf dem Alten St.-Michael-Friedhof in Berlin-Neukölln bestattet.

## Publikationen (Auswahl)
Ursula Creutz veröffentlichte zwei Überblicksdarstellungen zu ehemaligen Klöstern in Brandenburg und Mecklenburg-Vorpommern sowie weitere Schriften. Sie war an der Herausgabe des Goethe-Wörterbuchs beteiligt.
- Von Gottes Wohnhaus. Schau und Erlebnis beim Kirchgang, Freiburg i. Br. 1940.
- Heiliger Dienst, Berlin [1948]
- Begegnung mit Gott. Gedanken zur Feier der heiligen Messe, Berlin 1949.
- Bibliographie der ehemaligen Klöster und Stifte im Bereich des Bistums Berlin, des Bischöflichen Amtes Schwerin und angrenzender Gebiete, Leipzig 1983, 2. Auflage 1988.
- Geschichte der ehemaligen Klöster im Bistum Berlin in Einzeldarstellungen, Leipzig 1995.
- Christoph von Schmid 1786–1854. Leben, Werk und Zeitgenossen, Weißenhorn 2004.